# Prétoire (Constantinople)
Le Prétoire de Constantinople ou Praetorium (en latin : Praetorium Constantinopolis ; en grec: Πραιτώριον Κωνσταντινουπόλεως) est un édifice (ou prétoire) de Constantinople qui sert de résidence au préfet de la ville ou éparque, lieu dans lequel il rend également la justice. Une prison est construite à côté du prétoire et deux bâtiments ont servi à cette fonction dans l'histoire de la ville sous l'Empire byzantin. 

## Localisation

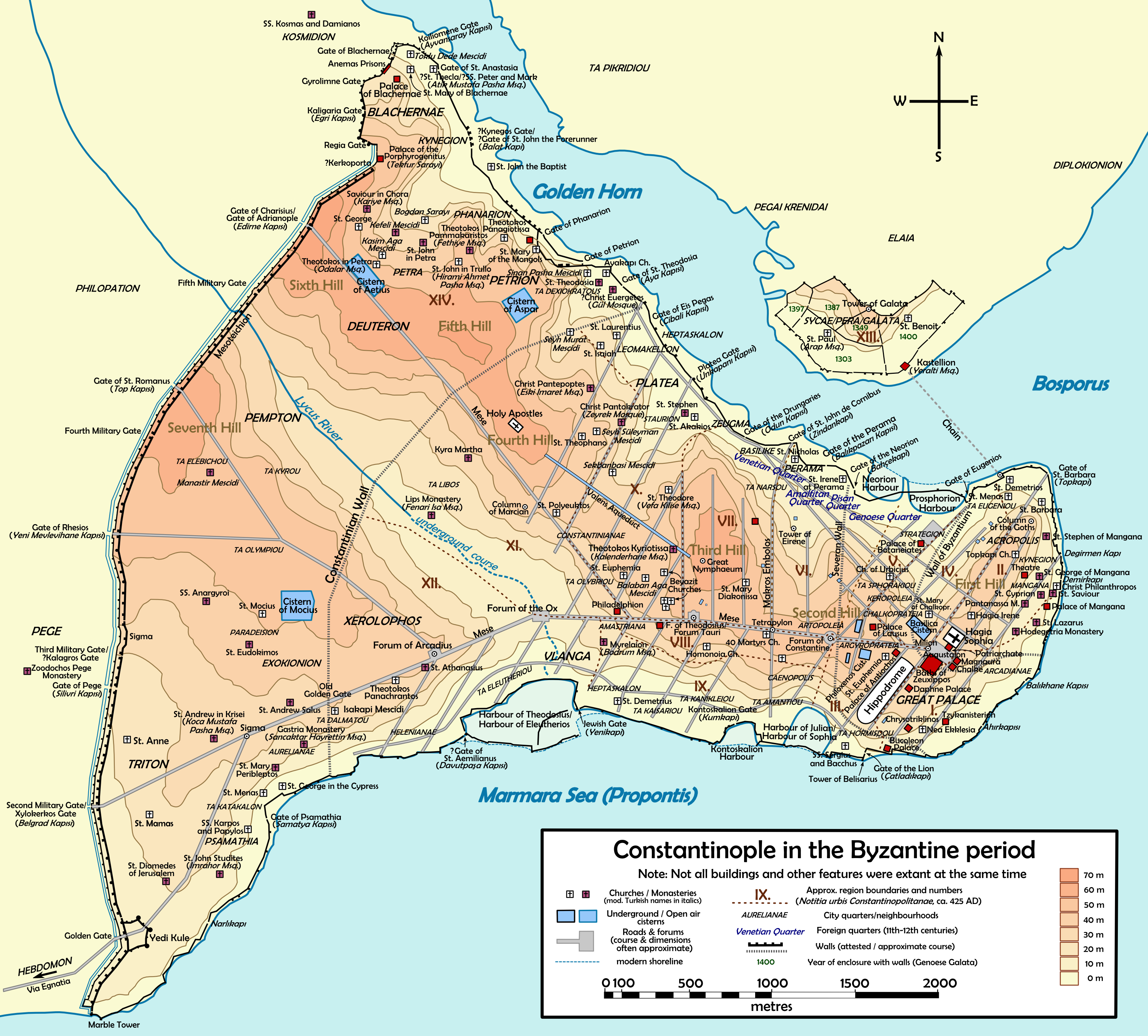
Carte de Constantinople.

Au cours de l'histoire de l'Empire byzantin, Constantinople a deux prétoires. Selon Raymond Janin, le premier se situe au nord-est de la basilique Sainte-Sophie, dans le premier district de la ville ; le second se situe au nord-ouest du premier, entre l’Augustaion et le forum de Constantin. Selon une autre hypothèse, il est possible que les larges vestiges de bâtiments détruits en 1875 près du Turbe de Mehmed Fuad Pacha et de la mosquée Sokollu Mehmet Pacha correspondent au second prétoire ainsi qu'à l'église attenante de la Sainte Anastasie.

## Histoire
Le premier prétoire est créé par Constantin le Grand au début du IVe siècle, alors qu'il transforme Byzance en Constantinople. Toutefois, il est possible que le bâtiment ait été fondé par Septime Sévère, un siècle plus tôt, lorsqu'il rebâtit Byzance. Dans tous les cas, il est détruit par un incendie en 407, lors de la révolte contre le préfet urbain Monaxius. Il est de nouveau ravagé par les flammes lors de la sédition Nika sous Justinien, en 532.
Le prétoire comprend une prison, qui aurait été fondée par Jean de Cappadoce selon Jean le Lydien. Les prisonniers y auraient été régulièrement torturés et exécutés, Jean le Lydien affirmant que Jean de Cappadoce en profite pour extorquer des richesses aux captifs. Il assure notamment avoir assisté à l'exécution de l'un d'eux. Au cours de la période iconoclaste, la prison aurait permis la détention de 432 moines qui auraient refusé d'abandonner le culte des images. Sous Phocas (602-610), une noble du nom de Maré ou Marcia, qui habite près du bâtiment, est prise de pitié par les conditions de détention très rudes et propose aux autorités de déplacer la prison dans sa propriété. L'empereur aurait accepté tout en la dédommageant. Parmi les personnes qui meurent entre les murs de cette prison, l'un des plus connus est Étienne le Jeune, martyr de la cause des images. Sous Théophile (829-842), deux frères (Théodore et Théophane) sont emprisonnés dans le prétoire après avoir refusé de prendre l'eucharistie avec les iconoclastes,. 
Le second prétoire existe dès l'époque de Justinien. Il est également brûlé lors de la sédition Nika mais subit un nouvel incendie sous Phocas, lors d'un soulèvement de la Faction des Verts dans l'Hippodrome. Le feu s'étend le long de la Mésè, depuis le palais de Lausos jusqu'à l'arc du forum de Constantin, tuant notamment Jean Kroukis, le chef des Verts. En 695, Léonce alors stratège du thème de l'Hellas, débarque dans le port de Kontoskalion et libère de nombreux prisonniers détenus au prétoire pour prendre d'assaut le Grand Palais et déposer Justinien II. En 781, Irène l'Athénienne fouette et emprisonne au prétoire la femme et les enfants d'Elpidius, gouverneur de la Sicile, accusé de rébellion. Au XIe siècle, Théodose Monomaque, cousin de Constantin IX Monomaque, tente de se révolter contre Michel VI Bringas et fait libérer des prisonniers détenus au prétoire. 
Dans les écrits qu'il rédige au Xe siècle, Constantin VII Porphyrogénète rapporte que le prétoire sert alors de prison aux captifs musulmans. Une mosquée est construite à proximité directe. Constantin affirme qu'elle remonte à une exigence de Maslama ben Abd al-Malik, le général musulman qui mène le siège de Constantinople (717-718). Si certains récits arabes corroborent cette version, la mosquée a plus vraisemblablement été bâtie plus tard, probablement par la communauté musulmane de la ville, constituée de marchands et autres voyageurs.

## Sources
- Rodolphe Guilland, « L'Expédition de Maslama contre Constantinople (717-718) », Études byzantines, Paris, Publications de la Faculté des Lettres et Sciences Humaines de Paris,‎ 1959, p. 109-333
- Raymond Janin, Constantinople byzantine, Paris, Institut français d'etudes byzantines, 1950
- (de) Wolfgang Müller-Wiener, Bildlexikon zur Topographie Istanbuls: Byzantion, Konstantinupolis, Istanbul bis zum Beginn d. 17 Jh, Tübingen: Wasmuth, 1977 (ISBN 978-3-8030-1022-3)
- Tatiana Senina, « La confession de Théophane et Théodore les Graptoi : remarques et précisions », Scrinium. Journal of Patrology and Critical Hagiography, vol. 4-1,‎ 2008, p. 260-298 (lire en ligne)